# Maciej Płażyński
Maciej Płażyński (10. února 1958, Młynary, Polsko – 10. dubna 2010, Smolensk, Rusko) byl polský politik.

## Životopis
Po absolvování lycea nenastoupil okamžitě na vysokou školu, ale fyzicky pracoval – mimo jiné na výstavbě Huty Katowice. V roce 1977 začal studovat práva na Gdaňské univerzitě, ale dokončil je až v roce 1991. V osmdesátých letech se řadil k Hnutí mladých Poláků.
V roce 1980 spoluzakládal Nezávislou asociaci studentů. Od počátku osmdesátých let působil v demokratické opozici. V srpnu 1990 byl jmenován gdaňským vojvodou. V roce 1997 byl zvolen poslancem Sejmu a v tomto volebním období zastával i funkci maršálka Sejmu. V lednu 2001 založil spolu s Donaldem Tuskem a Andrzejem Olechowským politickou stranu Občanská platforma (PO), jejímž se stal prvním předsedou. PO opustil v roce 2003 pro názorové rozdíly.
V roce 2004 sestavil kandidátku pro volby do Evropského parlamentu. Volební subjekt ale nepřekročil práh nutný pro získání mandátu. V roce 2005 kandidoval jako nezávislý do Senátu. Před druhým kolem prezidentských voleb v roce 2005 pak uvedl, že podporuje Lecha Kaczyńského.
V roce 2007 kandidoval a byl zvolen v předčasných volbách za Právo a spravedlnost, její poslanecký klub ale po pár dnech opustil. V květnu 2008 byl zvolen prezidentem nevládní organizace Wspólnota Polska, která usiluje o podporu polské diaspory.
Zemřel při leteckém neštěstí u ruského Smolensku 10. dubna 2010. Posmrtně obdržel Komodorský kříž s hvězdou Řádu Polonia Restituta (Krzyż Komandorski Orderu Odrodzenia Polski).

## Galerie

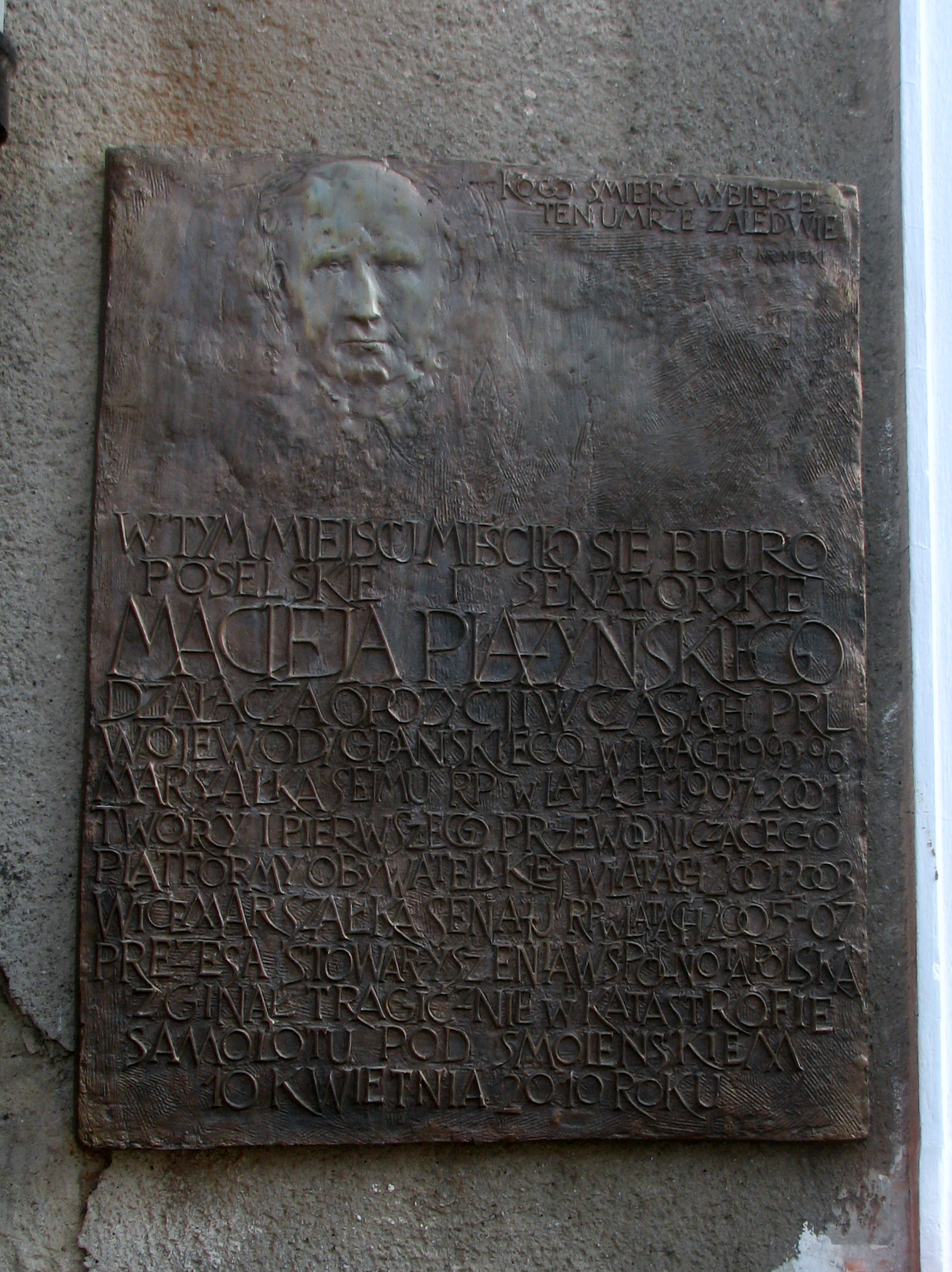
Plaketa je Maciej Plazynski na jeho bývalém zaměstnání v Gdaňsku
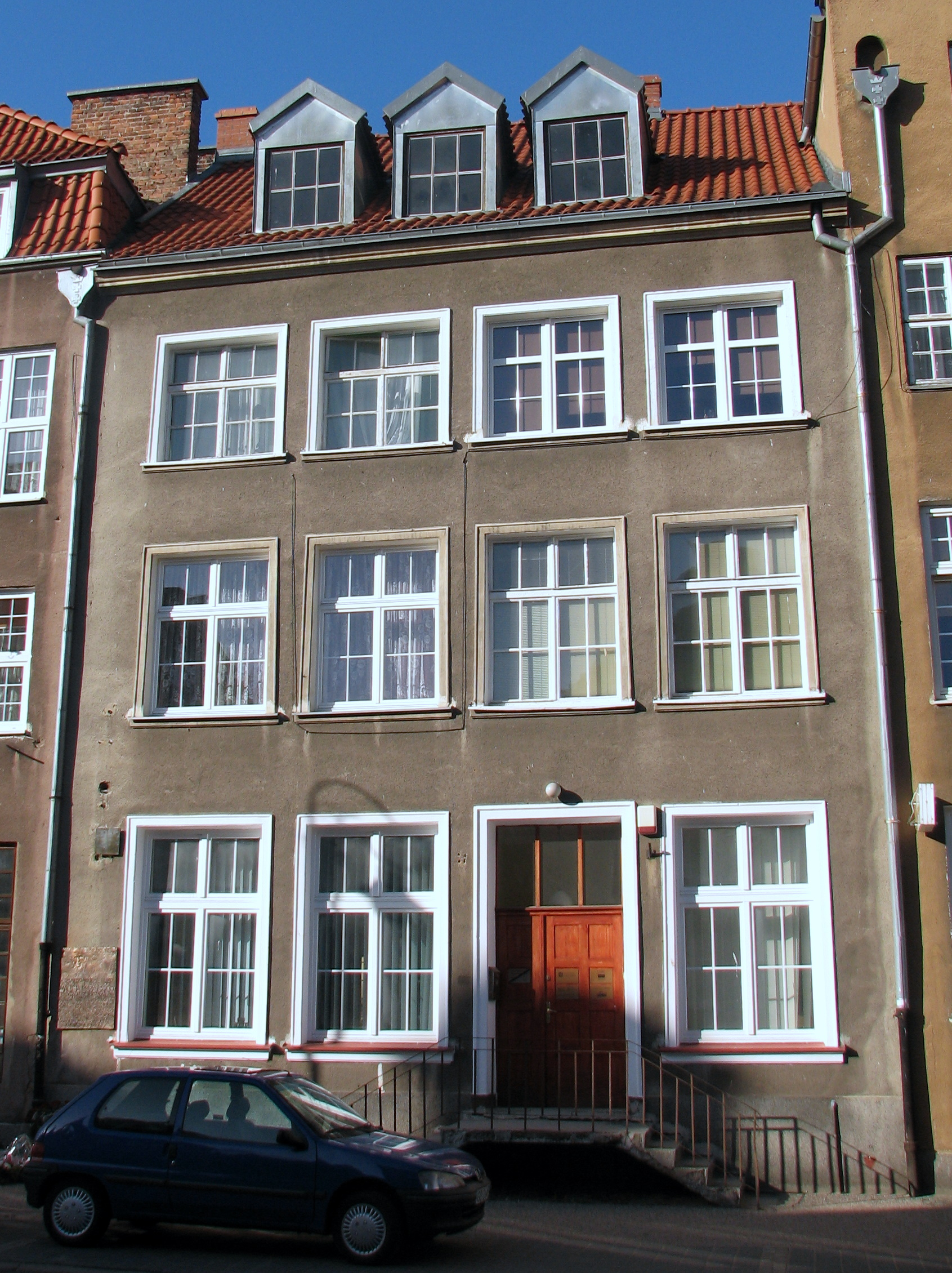
V této budově na Szeroka Street v Gdaňsku byla parlamentní kancelář zesnulého